# Gossel
Gossel är en ortsteil i kommunen Geratal i Ilm-Kreis i förbundslandet Thüringen i Tyskland. Gossel var en kommun fram till den 1 januar 2019 när den tillsammans med 5 andra kommuner bildade den nya kommunen Geratal. Kommunen hade 460 invånare 2018.